# Dieulouard
 Dieulouard  là một xã của tỉnh Meurthe-et-Moselle, thuộc vùng Grand Est, đông bắc nước Pháp. Xã này nằm ở khu vực có độ cao trung bình 185 mét trên mực nước biển.
Dieulouard nằm giữa Pont-à-Mousson và Nancy, tả ngạn sông Moselle.